# Osm raubířů
Osm raubířů (v anglickém originále Eight Misbehavin') je 7. díl 11. řady (celkem 233.) amerického animovaného seriálu Simpsonovi. Scénář napsal Matt Selman a díl režíroval Steven Dean Moore. V USA měl premiéru dne 21. listopadu 1999 na stanici Fox Broadcasting Company a v Česku byl poprvé vysílán 20. listopadu 2001 na stanici ČT1.

## Děj
Simpsonovi navštíví obchod Shøp, který je postaven na bázi IKEA, a rozhodnou se zajít do jídelny. Tam se setkají s Apuem a Manjulou. Řeknou, že by chtěli mít dítě. Nakonec se Manjule podaří otěhotnět a porodí osmerčata s pomocí léků na plodnost, které jí podají Simpsonovi a Apu. Nahasapímapetilionovi se tak dostanou na titulní stránky novin po celém Springfieldu a místní firmy jim dávají výrobky zdarma. Jejich osm dětí je však zastíněno, když se rodině v Shelbyvillu narodí dětí devět. Po tomto zjištění si firmy berou dary zpět. Apu a Manjula rychle zjistí, že na výchovu osmi dětí najednou nestačí. 
Později se Apu setkává s úlisným majitelem springfieldské zoo, mužem jménem Larry Zlověs, jenž mu nabídne, že dá Apuovy děti do jeslí. Ačkoli Apu není zpočátku této myšlence nakloněn, nakonec ustoupí a neochotně souhlasí. Děti se stanou hvězdami představení v zoo s názvem Octopia, ale Apu není nadšený a chce své děti od majitele zoo osvobodit, což mu Zlověs nedovolí, protože podepsal smlouvu. Apu a Homer se v noci vplíží do zoo, aby osmerčata zachránili. Bohužel Homer omylem vzbudí chůvu, která spustí poplach. 
Rychle spěchají s osmerčaty do domu Simpsonových, kde je Zlověs najde. Homerovi se podaří vyjednat, že bude v zoo vystupovat díky nové smlouvě s novým představením. Poté, co Zlověs odmítne jeho původní vystoupení (což bylo Homerovo dovádění v opičím obleku), přikročí ke svému druhému plánu – vystoupení, při němž jezdí na tříkolce s Butchem Patrickem na ramenou, oba převlečení za Eddieho Munstera, na pódiu, kde na oba útočí kobry (některé skutečné, některé umělé, napěchované jedem). Inspirováni Homerovým příkladem se Apu a Manjula rozhodnou, že se o své děti dokážou postarat, zatímco Homera nemilosrdně napadne několik hadů a mangusta nasazená na jejich zadržení.

## Produkce a témata
Epizodu napsal Matt Selman a režíroval ji Steven Dean Moore. V dílu hostovali Jan Hooksová (jako Manjula), Garry Marshall (jako Larry Zlověs) a Butch Patrick (jako on sám). Podle Jonathana Graye v jeho knize Watching with The Simpsons z roku 2006 si Gray v této epizodě dělá legraci ze „záměny reálného času a občasné záliby v časových skocích“, které jsou v sitcomech často k vidění. Dále poznamenal, že v epizodě je přeskočeno 9 měsíců, „abychom vměstnali těhotenství jedné postavy do jedné epizody“. Gray zde odkazuje na část dílu, kdy začíná nová scéna a Homer říká: „Páni, těch 9 měsíců bylo pěkně divokejch.“. Bart odpoví: „To jo. Já zjistil, co je to Kolumbův den.“. A pak Marge řekne: „Já zase nezapomenu na krátkou roli Marge v ústraní.“. Po ní Líza řekne: „A já se stala ve škole nejpopulárnější dívkou, ale zkazila jsem si to svou namyšleností.“. Bart to pak zakončí komentářem: „A taky jsem zjistil, co je to pravá zima.“. Gray ve své knize napsal: „Zde se nám dostává parodie nejen na to, jak nešikovně jsou navrhovány časové skoky, ale také na to, jak je nakonec jakýkoli čas v sitcomech irelevantní – nic se přece nemění – a konečně na druh zápletek, které tradičně vyplňují čas v sitcomech.“. Anglický název dílu Eight Misbehavin' je odkazem na píseň „Ain't Misbehavin'“ od Fatse Wallera.

## Kulturní odkazy
V epizodě se objevuje několik odkazů na populární kulturu. Děj epizody je volně založen na životě paterčat Dionneových. Obchod Shøp je parodií na švédský nábytkářský podnik IKEA a název je odkazem na podobný podnik STØR. Během Octopie zazní písně „Drop a Beat“ od Mobyho, „Welcome to the Jungle“ od Guns N' Roses, „Ride of the Valkyries“ od Richarda Wagnera a „R.O.C.K. in the U.S.A.“ od Johna Mellencampa“. Homerovo vystoupení se odehrává na píseň „Danger Zone“ od Kennyho Logginse. V pokoji v zoo se nachází obrázek postavy slona Babara, který je oblečen jako bývalý indický premiér Džaváharlál Néhrú.

## Přijetí
Díl se původně vysílal na stanici Fox ve Spojených státech 21. listopadu 1999. 7. října 2008 vyšel na DVD jako součást boxu The Simpsons – The Complete Eleventh Season. Na audiokomentáři k epizodě na DVD se podíleli členové štábu Mike Scully, George Meyer, Matt Selman, Julia Thackerová a Steven Dean Moore, stejně jako hostující hlas Garry Marshall. Na box setu se objevily také vymazané scény a koncepční kresby z epizody.
Epizoda získala od kritiků smíšené hodnocení. 
Při recenzování 11. série Simpsonových se Colin Jacobson z DVD Movie Guide vyjádřil, že „s tak hloupým konceptem by [díl] pravděpodobně měl propadnout. Ve skutečnosti však funguje docela dobře. Nejlepší momenty pocházejí z těch, které představují děti v zoologické zahradě, ale objevuje se i směs dalších zábavných scén. Ačkoli často hrozí, že seriál selže, většinou se mu to podaří.“
Nancy Basileová ze serveru About.com naopak zařadila tento díl mezi nejhorší epizody sezóny – epizody, které „ve mně vyvolávaly hrůzu, protože obsahovaly do očí bijící triky a obskurní zápletky“.
Díl se stal studijním materiálem pro kurzy sociologie na Kalifornské univerzitě v Berkeley, kde se používá ke „zkoumání otázek produkce a recepce kulturních objektů, v tomto případě satirického kresleného seriálu“, a ke zjištění, co se „snaží divákům sdělit o aspektech především americké společnosti a v menší míře i o jiných společnostech“.
Homerův citát „Děti jsou něco, Apu. Naučíš je nenávidět to, co ty, a prakticky se vychovávají samy. Přes internet a tak.“ se v srpnu 2007 dostal do Oxfordského slovníku moderních citátů.